# Die Haltlosen
Die Haltlosen (Originaltitel: The Beat Generation) ist ein US-amerikanischer Thriller von Charles F. Haas aus dem Jahr 1959. Seine Premiere hatte der Film am 3. Juli 1959 in den USA. In der Bundesrepublik Deutschland wurde er erstmals am 27. November 1959 in den Kinos gezeigt.

## Handlung
Der charismatische Stan Hess klingelt bei Joyce Greenfield, wohlwissend, das ihr Mann nicht in der Stadt ist. Er stellt sich der jungen Frau als Arthur Garrett vor und behauptet ihrem Mann Geld zu schulden, was er ihm nun zurückzahlen wolle. Joyce lässt den vornehm wirkenden Arthur in die Wohnung und lässt sich in ein Gespräch über Jazz mit ihm verwickeln. Plötzlich täuscht Stan einen Migräneanfall vor und bittet um ein Glas Wasser. Als die junge Frau aus der Küche kommt, wird sie von Stan brutal vergewaltigt. Beim Verlassen der Wohnung rennt Stan aus Versehen vor ein Auto und stürzt. Er bleibt unverletzt, der Fahrer Dave Cullorah besteht jedoch darauf, Stan am Krankenhaus abzusetzen. Während der Fahrt erfährt Stan, dass Cullorah ein verheirateter Polizist ist, ebenfalls kann er Daves Adresse von einem Briefumschlag im Auto entnehmen.
Dave wird mit den Ermittlungen im Fall Greenfield beauftragt. Mit seinem Partner Jake Baron untersucht er den Tatort und befragt Joyce. Durch zwei von Stan geschickt platzierte Frühstücksgedecke kommen dem Polizisten Zweifel an Joyce’ Aussage. Nach einem telefonischen Hinweis gelingt es Dave und Jake in Santa Monica einen Verdächtigen festzunehmen. Bei der folgenden Gegenüberstellung kann Joyce den verhafteten Art Jester allerdings nicht einwandfrei identifizieren. Noch während der Gegenüberstellung ruft Stan auf dem Polizeirevier an. Er stellt sich erneut als Arthur Garrett vor und bittet Dave, um 20:00 Uhr in den Jazzklub Golden Seallion zu kommen. Die Polizisten warten allerdings vergeblich, da Stan die Möglichkeit nutzt, sich zu Cullorahs Wohnung zu begeben. Daves Ehefrau Francee stellt sich Stan erneut als Arthur Garret vor, verschafft sich unter dem Vorwand der Schuldenbegleichung Zutritt zur Wohnung und wieder dient der Migräneanfall als Ablenkungsmanöver zur folgenden Vergewaltigung.
Als Dave seine Frau am nächsten Tag nach dem Ablauf der Tat befragt, provoziert Stan den Polizisten mit einem Anruf, indem er seine Anwesenheit vom Vorabend entschuldigen lässt. Während der folgenden Ermittlungen wird ein Tatverdächtiger erschossen. Als Dave von der Arbeit nach Hause kommt, gesteht Francee, dass sie erfahren hat, dass sie schwanger ist und befürchtet, dass der Vater der Vergewaltiger sein könnte.
In der Zwischenzeit gesteht Stan seinem Freund, dem ehemaligen Verdächtigen Jester, seine Taten und überredet ihn ebenfalls nach dem gleichen Muster eine Vergewaltigung zu begehen. Art besucht die junge Georgia Altera, die Vergewaltigung misslingt allerdings als der geschiedene Mann Harry überraschend auftaucht. Obwohl es Jester gelingt, es die Wohnung zu verlassen, unterrichten Georgia und Harry die Polizei von dem Vorfall.
Privat diskutieren Dave und Francee die Zweifel, ob sie das Baby abtreiben sollen, ein Vaterschaftstest erfolgen soll und ob die beiden bereit wären, das Kind zu lieben, sollte sich der Vergewaltiger als Vater herausstellen. Zusammen mit Jakes Ehefrau Marie sucht Francee Beistand bei Pater Dinelli. Dieser überzeugt Francee, unabhängig vom Vater davon, das Baby als ihr Kind anzusehen.
Nach 7 Monaten erfolgloser Ermittlungen gesteht Georgia Dave, die einem Date mit Garret nicht abgeneigt war, zu wissen, das der mutmaßliche Täter in Stans Strandhaus erreichbar ist. Dave plant Arthur Garret nun mit Georgias Hilfe stellen zu können. Als Steve von Al erfährt, seine Kontaktdaten an die Blondine verraten zu haben, beschließt er seinerseits der jungen Frau eine Falle zu stellen. Am vereinbarten Treffpunkt trifft Al auf Georgia, die ihrerseits von Dave begleitet wird. Dave wird von Stan hinterrücks niedergeschlagen, womit der Polizist und die Blondine in die Gefangenschaft der beiden jungen Männer geraten. Während Stan sich um seine Partygäste kümmert, gelingt es Georgia Jester davon zu überzeugen, den beiden zu helfen. Nach einer wilden Verfolgungsjagd durch die feiernden Beatniks flüchtet Stan tauchend im Meer. Nach einem Harpunenduell gelingt es Dave den Vergewaltiger dingfest zu machen.
Dave akzeptiert das Baby als sein eigenes.

## Rezeption
Das Lexikon des internationalen Films befand, dass der Film „..durchaus routinierte Spannungskost bietet“, kritisierte aber die psychologische Unterfütterung als „..Lachhaft..“ und „..unglaubwürdig..“
Cinema bewertete den Filminhalt als „..Küchenpsychologie und abgedroschener Story“.

## Synchronisation
Die deutsche Synchronbearbeitung entstand 1959 bei MGM Synchronisations-Atelier, Berlin.
| Darsteller             | Synchronsprecher       | Rolle              |
| ---------------------- | ---------------------- | ------------------ |
| James Mitchum          | Gerd Vespermann        | Art Jester         |
| Steve Cochran          | Horst Niendorf         | Det.-Sgt. Culloran |
| Billy Daniels          | Konrad Wagner          | Dr. Elcott         |
| Fay Spain              | Bettina Schön          | Francee Culloran   |
| Mamie Van Doren        | Margot Leonard         | Georgia Altera     |
| Ray Anthony            | Hans-Dieter Zeidler    | Harry Altera       |
| Jackie Coogan          | Curt Ackermann         | Jake Baron         |
| Margaret Hayes         | Agi Prandhoff          | Joyce Greenfield   |
| Charles Chaplin junior | Günter Pfitzmann       | Liebhaber          |
| Irish McCalla          | Ilse Kiewiet           | Marie Baron        |
| Renata Vanni           | Alice Treff            | Mrs. Costa         |
| William Schallert      | Friedrich Schoenfelder | Pater Delly        |
| Paul Genge             | Helmuth Grube          | Pol.-Cpt. Wilson   |
| Sid Melton             | Werner Lieven          | Pol.-Det. Carlotti |
| William Vaughn         | Kurt Waitzmann         | Pol.-Off. Crenshaw |
| Maxie Rosenbloom       | Werner Lieven          | ringender Beatnik  |
| Ray Danton             | Heinz Drache           | Stanley Hess       |
| Paul Cavanagh          | Siegfried Schürenberg  | Stanleys Vater     |